# 切斯特
切斯特（英語： /ˈtʃɛstər/ CHESS-tər，香港舊譯志士達）是英國英格蘭西北部柴郡的郡治，人口約有8萬人。羅馬帝國时期修建的军事要塞，以防卫城市南面威尔士人的袭击。城市现仍然保留有完整的城墙，是英國保存狀況最好的城牆。旅游业是其支柱产业。切斯特在1541年獲得城市地位。
英國王儲所持有的「切斯特伯爵」頭銜（威爾斯親王的附屬爵位），其封號名字源自於此。